# رضا جواد تقي
رضا جواد تقي وهو سياسي عراقي شغل منصب عضو في مجلس النواب العراقي بين عامي 2005 و 2010 عن قائمة الائتلاف العراقي الموحد عن محافظة الأنبار.
وقد شغل منصب عضو في لجنة الأقاليم والمحافظات لتلك الدورة البرلمانية.
في الأصل، يعمل رضا جواد تقي مهندسا كيمياويا، كان لاجئا في لندن.
اختير عضوا في لجنة المتابعة والتنسيق عام 2002 بعد مؤتمر المعارضة العراقية في لندن.
في عام 2004، اختير ضمن الائتلاف العراقي الموحد، وشارك في انتخابات عام 2005.
وفي مارس 2005، اتهم سوريا بزعزعة الأمن في العراق، واحتضان شخصيات بارزة في النظام السابق، وأنها تقدم للإرهابيين دعما ماليا ولوجستيا، كما دعا إلى تطهير قوات الأمن من الضباط المنتسبين إلى النظام السابق.
وفي أغسطس 2005، ذكر أنه يؤيد بشدة تأسيس إقليم في جنوب العراق.
وفي أغسطس 2007، اعتقل ابنه أمير تقي في السعودية عندما كان في مكة، ويذكر أنه تعرض للتعذيب.